# Бечки Шнелбан
Бечки Шнелбан је приградска железничка мрежа у Бечу, Аустрија. За разлику од градске мреже метроа коју води град, Шнелбан се протеже ван граница града, па тако њиме управља Аустријске савезне железнице,  . Реч Шнелбан је кованица од речи шнел што значи брзо и бан што значи пруга, железница, стаза, пут.

## Бечка Шнелбан Мрежа
Бечки Шнелбан се састоји од десет линија које се протежу изван границе града, од којих се већина спаја у централни сегмент руте који се зове Штамштреке (у преводу: „магистрална линија”). Док многе појединачне линије саобраћају у интервалима од пола сата или сат времена, оне су у могућности да понуде комбиноване фреквенције од само неколико минута или мање дуж магистралне линије. Само линија S45 саобраћа у потпуности унутар граница града Беча.
За разлику од многих приградских железничких мрежа у Немачкој, Бечки Шнелбан није засебна железничка мрежа. Интегрисан је у аустријски национални железнички систем. Као такви, Шнелбан возови деле пруге са регионалним возовима (који путују даље од Шнелбана, а неке регионалне линије чак прелазе у суседне земље) и другим железничким саобраћајем, укључујући теретне возове.
Нумерација линија је промењена од делимичног отварања Главне бечке железничке станице 9. децембра 2012.
| Списак линија Бечког Шнелбана (стање 2022. године) | Списак линија Бечког Шнелбана (стање 2022. године)                                                           | Списак линија Бечког Шнелбана (стање 2022. године) |
| Линија                                             | Траса линије                                                                                                 |                                                    |
| -------------------------------------------------- | --- | -------------------------------------------------- |
|                                                    | Мајдлинг — Генсерндорф — Мархег                                                                              |                                                    |
|                                                    | Медлинг — Ренвег — Флоридсдорф — Волкерсдорф — Мистелбах                                                     |                                                    |
|                                                    | Винер Нојштат— Леоберсдорф — Медлинг — Флоридсдорф — Штокерау — Холабрун                                     |                                                    |
|                                                    | Винер Нојштат— Леоберсдорф — Медлинг — Флоридсдорф — Штокерау — Холабрун — Абсдорф — Хиперсдорф (Тулнерфелд) |                                                    |
|                                                    | Волфстал — Међународни аеродром Беч — Ренвег— Флоридсдорф — Волкерсдорф — Мистелбах                          |                                                    |
|                                                    | Franz-Josef-Bahnhof — Тулн на Дунаву — Ст. Пелтен                                                            |                                                    |
|                                                    | Ханделскај — Хителдорф                                                                                       |                                                    |
|                                                    | Беч Запад — Унтерпуркерсдорф — Тулнербах — Пресбаум — Eichgraben-Altlengbach                                 |                                                    |
|                                                    | Брук на Лајти — Беч Главна— Ебенфурт — Винер Нојштат                                                         |                                                    |
|                                                    | Асперн Норд — Беч Главна — Хителдорф                                                                         |                                                    |

Ниједна линија осим S45 нема увек исту руту и крајњу станицу; већина има возове који иду даље и оне који не саобраћају до терминала.

## Историја
Бечки систем шинских саобраћајница је припадао Комисији за саобраћај у Бечу и њиме су управљале Царске краљевске аустријске државне железнице. Био је у свом првобитном начину рада (1898—1925) претеча Шнелбана, пошто је у пуном капацитету обављао локални саобраћај. Међутим, пошто је пруга управљана парним локомотивама, није било простора за даљи напредак.
Као резултат тога, изнети су бројни предлози за побољшање ситуације, али већина њих није подржана. У овим предлозима није прављена разлика између железнице и метроа, па су многи предлози под називом „метро” углавном обухватали железничку инфраструктуру. Оригинални дизајн лаког шинског система укључивао је више линија него што је стварно изграђено. Међутим, Бечки систем шинских саобраћајница, који је угашен након 1918. године, поново је отворила Бечка градска управа 1925. године као Бечки електрични превоз. Укључен је у исту тарифну мрежу са трамвајем. За возне гарнитуре су изграђене петље за окретање у Хителдорфу и Хајлигенштату, а на станици Гумпендорфер штрасе, која повезује возне колосеке са трамвајском мрежом, железничке композиције су могле да користе трамвајску инфраструктуру. С друге стране, колосечни прикључци на пуну железничку мрежу су угашени или демонтирани. Лака железница је тако спречена да се прошири на регион ван Беча.
Након „Аншлуса” 1938. године, Сименс Бау Унион је развио комбиновану метро и шнелбан мрежу са намером да њима управља Немачка царска железница. Иако је планирана мрежа била изузетно обимна, због почетка Другог светског рата тај план није могао да иде даље од пробних бушења. У послератном периоду било је нових предлога, али су они ретко имали службени карактер.
Планирање шнелбан мреже за Беч започето је 1954. године као део реконструкције аустријских железница, а посебно Јужне бечке железничке станице (некадашњи Зидбанхоф на месту данашње Главне железничке станице). Конкретни планови су завршени до 1955. године, али финансирање је обезбеђено тек 1958. године. Колапс инвестиционог буџета града Беча довео је до делимичног заустављања изградње 1960. године, што је изискивало одлагање свечаног отварања мреже за нешто више од годину дана.
Шнелбан ера у Аустрији почела је 17. јануара 1962. године. Званичном отварању присуствовало је преко 900 позваних гостију, укључујући савезног председника Адолфа Шерфа и вицеканцелара Бруна Питермана. После целодневног тестирања мреже са празним возовима, превоз путника је почео у 23.45 следећег дана. Између Мајдлинга и Пратерштерна одмах је уведена забрана вожње за парне локомотиве. Станица Хауптцоламт је преименована у „Ландштрасе”, док је данас познатија као Беч Центар — Вин мите.
Шнелбан је убрзо постао толико популаран вид градског и приградског превоза да је дошло до велике пренатрпаности, која се могла елиминисати само заменом појединачних сетова вагона са дуплим сетовима. Склопљен је уговор са предузећем Wiener Linien да се путницима омогући коришћење других паралелних видова превоза без додатне куповине карата у случају квара неког превозног средства. Године 1963. први телевизијски монитори за руковање возовима постављени су на пробу на стајалишту Зидбанхоф (сада Четврт Белведере). На Штамштреке возови су у почетку саобраћали на сваких четврт сата, али је већ у октобру 1962. интензивиран саобраћај између Флоридсдорфа и Ландштрасе у шпицу, а од 1964. и на целој магистралној линији.
Од 3. јуна 1984. године, Бечки Шнелбан је интегрисан у структуру цена карата Беча, Доње Аустрије и Бургенланда.

## Штамштреке — Шнелбан унутар граница града Беча
Штамштрецке, што у преводу значи „магистрална линија”, Бечког Шнелбана има дужину од 13,3 км са возовима који возе на успонима који су упоредиви са онима у Бечком метроу. Од југа ка северу, опслужују се следеће станице:
- Мајдлинг
- Мацлаинздорфер Плац
- Главна бечка железничка станица (раније Зидтиролер Плац)
- Четврт Белведере (раније Зидбанхоф, колосеци 21/22)
- Ренвег
- Беч Центар (раније Ландштрасе)
- Пратерштерн (раније Беч Север)
- Трајзенгасе
- Ханделскај
- Штрандбедер (затворена 2002. године)
- Флоридсдорф

## Шнелбан линија S45
Најпосећенија појединачна линија у Бечу је S45 (што у преводу значи „приградска линија”). Сви локалитети дуж ове линије су били независни од Беча до касног деветнаестог века. Шест година пре отварања ове линије, ови локалитети су инкорпорирани у град Беч. Линија је затворена за путнике 1932. године, али се још неколико деценија касније користила за теретни саобраћај. Путнички саобраћај се поново успоставио 1987. године, када је поново отворен овај део Шнелбана након опсежног реновирања.
Многе оригиналне станице које је пројектовао бечки архитекта Ото Вагнер се још увек користе. Међутим, две садашње станице, Брајтензе и Обердоблинг, срушене су након затварања првобитне линије и обновљене су у другом стилу од стране архитеката Алојза Мачачека и Вилфрида Шермана. Једна нова станица, Кротенбахштрасе, додата је обновљеној линији, а две станице првобитне линије, Баумгартен и Унтердоблинг, које су такође срушене, нису замењене. Обнова станице Унтердоблинг се предлаже у блиској будућности, као и проширење линије јужно до моста Рајхсбрике. Линија је продужена од Хајлигенштата до Ханделскаја 1996. године, како би се омогућила лака веза са линијом У6 бечког метроа.
Линија S45 вози у такту од по 10 минута (дању радним данима) и приказана је на мапама (укључујући мапе бечког метроа) као светлозелена линија.

## Возне композиције

### Тренутне композиције
- Класа 4020 ЕМУ на потезу између Ренвега и Четврти Белведере
- Аустријски двоспратни кабински вагон у станици Пратерштерн
- Класа 4024 ЕМУ у станици Герстхоф
- Класа 4746 ЕМУ у станици Флоридсдорф

### Некадашње композиције
- Класа 4030 ЕМУ на станици Штрандбедер
- 5145 ДМУ са шинобусом у станици Огау

## Планови за будућност
Планови за проширење Шнелбан мреже тренутно постоје само у малој мери. У зависности од резултата преговора између ÖBB и држава Беча и Доње Аустрије, биће створена линија S10 од Гензерндорфа преко Штатлауа, Симеринга, Главне бечке железничке станице до Мајдлинга.
Захтеви за продужење S7 до главног града Словачке Братиславе постављени су још 1990. године; реализација не успева јер је ÖBB приватним компанијама дао права саобраћања од терминала Волфстал до границе са Словачком.
Најважнији актуелни грађевински пројекат је обнова многих Шнелбан станица. Од 2010. године су реновиране Западна железничка станица (Вестбанхоф) и станица Беч Центар (Вин Мите). Обнова железничке станице на аеродрому у Бечу за пријем возова на велике удаљености завршена је 2014. године. Станица Четврт Белведере је реновирана 2016. године.
У децембру 2014. године, током изградње Главне бечке железничке станице (Хауптбанхофа —  ) на месту некадашње Јужне железничке станице (Зидбанхофа), завршена је изградња везе између Истoчне пруге (Остбана) и аеродромске брзе транзитне линије како би се створила оптимална веза са бечким аеродромом. Двоколосечна веза изграђена је у близини централне саобраћајнице/Кледеринг/Централфридхоф и у функцији је од 2015. године. Према плановима ÖBB, нова веза могла би да се одвија као линија S75 од аеродрома до Главне станице у Бечу, и даље магистралном линијом Шнелбана преко Мајдлинга до Хителдорфа, све под претпоставком одговарајућег финансирања од стране држава Беч и Доња Аустрија.
Проширење приградске линије S45 од Ханделскаја до станице Донаумарина У2 дуж обале Дунава (тренутно се користи само за теретни превоз), са везом ка садашњој линији S80 како би се формирао Шнелбан прстен (опширније на немачком: Бечки Шнелбан ринг) који би повезивао Лаер Остбан у Хајдештрасе са Штамштреке ка Главној железничкој станици, је у расправи од 1993. године. Општинско веће Беча је 2018. године најавило подршку изградњи Шнелбан прстена, за који се очекује да ће почети да ради 2025. године.
Веза Пенцинг—Мајдлинг, која је била знатно растерећена тунелом Лаинц, такође ће бити надограђена између Хителдорфа и Мајдлинга. Поред комплетног реновирања и великих радова на раздвајању нивоа, две станице Хицингер Хауптштрасе и Штранценбергбрике треба да буду обновљене. Очекује се да припремни радови почну око 2023. године, а завршетак се очекује 2026. године.